# 美副將大馬路
美副將大馬路，舊稱望廈大馬路（Avenida de Mong Há），是澳門半島中部稍北的街道，以葡萄牙軍人美士基打來命名，也是花地瑪堂區與望德堂區和聖安多尼堂區的分界線。它的東南端由鮑思高圓形地起，西北端在罅些喇提督大馬路連接白朗古將軍大馬路；全長約900米，闊約15米。

## 名稱由來

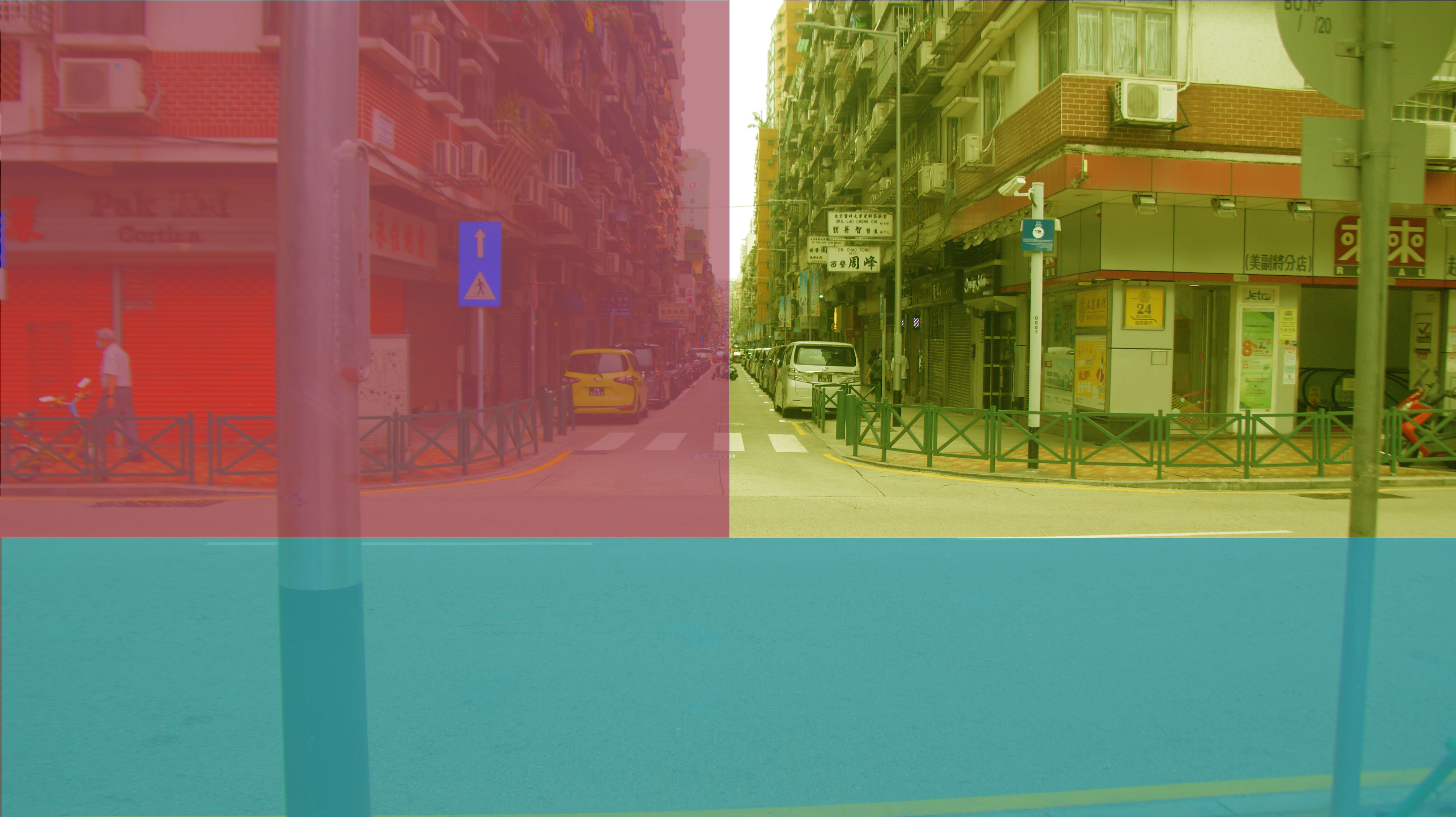
與賈伯樂提督街是三個堂區交匯點之一，藍色為花地瑪堂區，紅色為望德堂區，黃色為聖安多尼堂區

這條街道在官式文獻上最早見於1925年由澳門市政廳出版的《澳門街名壹覽表》中，葡文名稱中的所指的是葡萄牙軍人美士基打，而中文名稱的「美」則是取其粵語音譯的首個音節。而「副將」（Coronel）則是葡萄牙的一種陸軍軍銜，即現在所說的上校。
另外，亞美打利庇盧大馬路（新馬路）由南灣大馬路至議事亭前地的一段，以前也曾稱為美副將大馬路。

## 歷史沿革
從1889年的澳門地圖中，可見現在的美副將大馬路的位置在當時是分成幾段路的，中間貫穿望廈村，所有路段合起來的長度大概相當於今天的荷蘭園正街至連勝巷的距離。光緒十六年（1890年）之後，澳葡完全佔去望廈村。及後澳葡政府在這裏開闢馬路，打通各條小路並將其兩端分別延長東至二龍喉馬路和西至提督馬路；而整條路被命名為「望廈大馬路（Avenida de Mong Há）」；同時望廈村亦告消失。後來才改為現名。

## 沿途地點
- 普濟禪院
- 觀音古廟
- 康真君廟
- 社和福
- 墳場服務望廈辦事處
- 亞太家庭組織與預防藥物與物質濫用非政府組織國際聯盟
- 澳門建築師協會